# Densufens multiciliatus
Densufens multiciliatus är en stekelart som beskrevs av Lin 1994. Densufens multiciliatus ingår i släktet Densufens och familjen hårstrimsteklar. Inga underarter finns listade i Catalogue of Life.